# Traité de Tchernomen
Le traité de Tchernomen (en bulgare: Черноменски договор) fut un traité de défense mutuelle entre l’Empire bulgare et l’Empire byzantin signé vraisemblablement le 13 mai 1327 par les empereurs Mikhail III Chichman Asen de Bulgarie et Andronic III Paléologue de Byzance.  Nonobstant cet accord, les hostilités entre les deux puissances reprirent dès octobre de la même année et un nouveau traité dut être renégocié en octobre 1328.

## Contexte historique

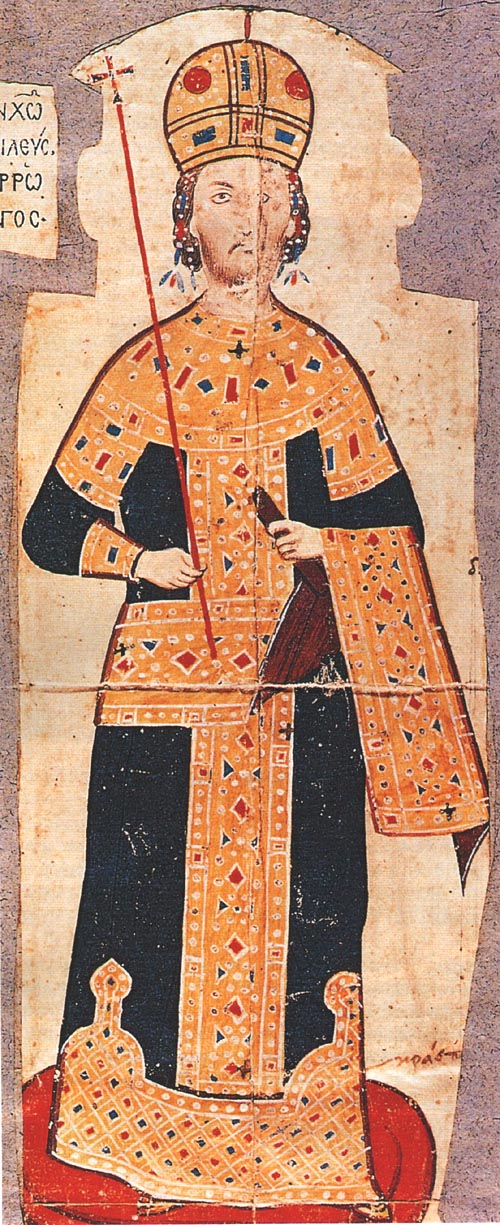
Andronic III Paléologue (miniature du XIV)

Le début de la décennie 1320 fut marqué par la guerre civile qui débuta à Constantinople lorsque le jeune Andronic III (r. 1297 – 1341), couronné coempereur durant sa jeunesse, se révolta contre son grand-père, Andronic II (r. 1282 – 1328). Il devait en résulter en juillet 1321 un partage des pouvoirs : Andronic III règnerait sur la Thrace avec Andrinople comme capitale, alors qu’Andronic II continuerait à régner à Constantinople et, en théorie, aurait la responsabilité de la politique étrangère. En dépit de cet arrangement, Andronic II n’eut aucun scrupule à négocier avec ses voisins bulgares et serbes. La trêve ne devait durer que quelques mois et dès décembre 1321 les hostilités reprirent entre Andronic II et son petit-fils. Profitant de cette querelle, le tsar bulgare Georges II Terter  (r. 1322-1323) s’avança en Thrace, occupant Philippopolis.
En juillet 1322 une nouvelle trêve fut conclue entre Andronic II et Andronic III et peu après Georges Terter, le dernier de sa lignée, mourait ouvrant une crise de succession en Bulgarie. Pendant l’interrègne Byzance annexa une longue bande de terre au sud de la Bulgarie entre Sliven et Messembria, peuplée en grande partie de Grecs. Devant le danger d’une expansion de l’Empire byzantin, les boyards bulgares dont certains possédaient des terres dans la région choisirent comme nouveau tsar Mikhail (Michel) III Chichman Asen (r. 1323 – 1330), despote de Vidin et partisan d’Andronic III. Dès son intronisation, celui-ci déclara la guerre à Byzance et récupéra une bonne partie du territoire perdu. 
Le troisième protagoniste était le roi de Serbie, Stefan Uroš III Dečanski (r. 1321-1331), partisan d’Andronic II, et beau-frère de Michel III Chichman, lequel avait épousé sa sœur, Anna Neda, alors qu’il était despote de Vidin. Au cours des négociations qui eurent lieu en 1323 ou 1324, Stefan Uroš III fut convaincu, après la mort de son épouse Théodora de Bulgarie, d’épouser Maria Palaiologina, petite-nièce de l’empereur Andronic II. La Serbie s’éloigna ainsi de la Bulgarie, les deux pays soutenant chacun l’un des clans opposés dans la guerre civile de Constantinople. 

## Le traité

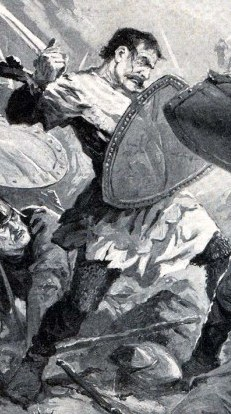
Michel III Chisman de Bulgarie.

Les sources diffèrent en ce qui concerne l’endroit où le traité fut signé. Jean Cantacuzène mentionne Tchernomen (aujourd’hui Orménio en Grèce) alors que Nicéphore Grégoras mentionne Didymotique (ville de Thrace au nord-est de la Grèce). Toutefois, Cantacuzène ayant participé aux entretiens entre les deux empereurs, celui-ci est probablement la source la plus fiable. Ni l’un ni l’autre toutefois ne citent de date précise; celle-ci est cependant mentionnée dans une autre chronique.
Michel III Chichman et Andronic III se rencontrèrent à Tchernomen sur la frontière byzantino-bulgare en mai 1327. Désirant garder leurs négociations à l’abri des informateurs d’Andronic II, ils prirent comme prétexte  une réunion de famille, l’impératrice byzantine Rita d’Arménie désirant retrouver sa fille, Maria Palaiologina qu’elle n’avait pas vue depuis vingt-trois ans alors qu’Andronic avait un égal désir de revoir sa sœur . Dans son récit de cette rencontre familiale, Jean Cantacuzène, présent aux entretiens, se garde bien de mentionner leur véritable raison d’être se contentant de décrire les huit jours de réjouissances et de fêtes auxquels elles donnèrent lieu,,. 
Au cours de ces huit jours, les deux empereurs et leurs délégations tinrent plusieurs séances de négociations.   Il devait en résulter un traité d’assistance mutuelle contre leurs ennemis réciproques : l’empereur bulgare devait porter assistance à son collègue byzantin, alors que ce dernier devait aider le Bulgare dans sa lutte contre les Serbes . Il était également convenu que si Andronic III devenait seul empereur, il céderait à la Bulgarie plusieurs territoires frontaliers en plus de verser une somme importante à titre de dot. Les deux parties y trouvant leur avantage, le traité fut conclu sans difficulté : Michel III Chichman désirait reconquérir la Macédoine, alors qu’Andronic III se préparait pour l’ultime confrontation avec son grand-père.

## Les suites

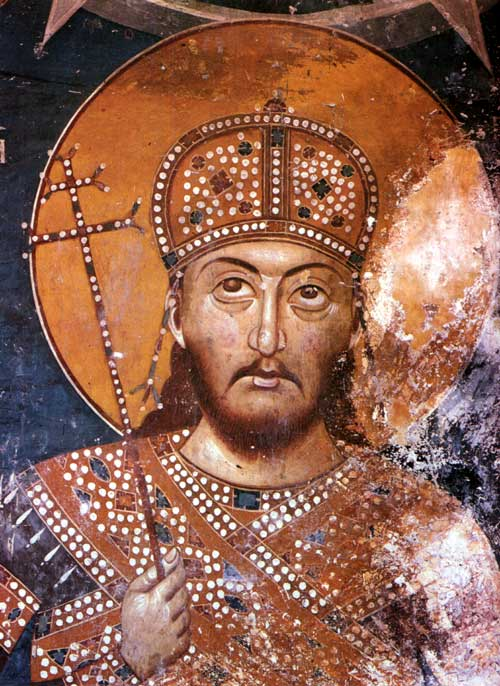
Stefan Uroš IV Dušan (Monastère Lesnovo, Rép. de Macédoine).

En dépit de ce traité,  les hostilités reprirent dès l’automne 1327 permettant à Andronic III de soumettre la Macédoine et de capturer Thessalonique, la deuxième cité en importance de l’empire, en janvier 1328,. Surpris par la victoire soudaine de son « allié », Michel Chichman se tourna vers Andronic II en échange d’une remise de tous les territoires frontaliers et d’une importante somme d’argent. Il envoya aussi au vieil empereur une garde de trois mille cavaliers sous le commandement d’Ivan le Russe, prétend-il pour le protéger, en réalité pour le capturer et devenir maître de Constantinople. Andronic III cependant eut vent de la chose; le complot échoua et le détachement bulgare dut retourner dans son pays,.
Après de  nombreuses démonstrations de force et accusations de violations du traité, les deux empereurs renégocièrent celui-ci en octobre 1328. Les Bulgares s’engageaient à ne pas s’emparer de territoires byzantins et obtenaient un large dédommagement monétaire ,. Alors que les relations entre la Serbie et la Bulgarie en venaient au point de rupture, les deux empereurs organisèrent une nouvelle rencontre à Krimni entre Sozopol et Anchialos au début de 1329 et conclurent « une paix définitive et une alliance éternelle ». Ils convinrent d’attaquer conjointement la Serbie, leurs deux armées devant se rejoindre en Macédoine. Mais les Serbes réussirent à  intercepter l’armée bulgare avant que celle-ci n’ait pu effectuer sa jonction et la Bulgarie fut vaincue à la bataille de Velbajd le 28 juillet 1330 au cours de laquelle Michel III fut mortellement blessé. Apprenant la chose, Andronic III  décida d’abandonner la campagne contre la Serbie et se retourna contre la Bulgarie.
Voyant le danger, le nouvel empereur bulgare, Ivan Aleksander Asen  décida de se rapprocher des Serbes. En 1332, il conclut un traité de paix avec eux,  confirmé par le mariage entre le roi serbe Stefan Uroš  IV Dušan et la sœur de l'empereur, Elena. Au cours de l'été de la même année, les Byzantins rassemblèrent une armée et avancèrent à travers la Bulgarie. Ils devaient toutefois être vaincus à la  bataille de Rusokastro, le 18 juillet 1332, . 
Ce devait être la dernière bataille entre l'Empire bulgare et l'Empire byzantin. Les Bulgares récupèrent les territoires qu'ils avaient perdus en Thrace tout en renforçant leur position internationale. Le successeur de l'empereur bulgare Michael Assen, âgé de 18 ans, épousa Maria, la fille de l'empereur byzantin Andronic III, permettant ainsi de cimenter la paix entre les deux États.